# Цилори
Цилори (груз. ცილორი) — село в Грузии, на территории Абашского муниципалитета края (мхаре) Самегрело-Верхняя Сванетия.

## География
Село находится в западной части Грузии, к северу от реки Риони, на расстоянии приблизительно 2 километров (по прямой) к юго-востоку от города Абаша, административного центра муниципалитета. Абсолютная высота — 21 метр над уровнем моря.

## Население
По результатам официальной переписи населения 2014 года в Цилори проживало 398 человек (187 мужчин и 211 женщин). В национальной структуре населения грузины составляли 99,7 %.
| Год  | Население, человек |
| ---- | ------------------ |
| 2002 | 630                |
| 2014 | ↘ 398              |